# AdHoc Studio
AdHoc Studio est une société américaine basée en Californie spécialisée dans le développement de jeux vidéo basés sur la narration interactive. La société a été fondée en février 2018 par Micheal Choung, Dennis Lenart, Nick Herman et Pierre Shorette dans le but de « porter la torche de la narration interactive dans le futur ». 

## Histoire
AdHoc Studio a été fondé en février 2018 par  Micheal Choung, Dennis Lenart, Nick Herman et Pierre Shorette, quatre anciens employés de Telltale Games qui avaient une expérience de travail dans l'industrie cinématographique avec les jeux vidéo. Ils avaient auparavant travaillé sur des titres salués par la critique tels que The Walking Dead et Tales from the Borderlands. La société Adhoc a entrepris de poursuivre l'évolution du genre narratif interactif après la faillite de Telltale Games. Le studio a été révélé au public par un article exclusif de Variety écrit par Micheal Futter. Dans l'article, il a été annoncé que l'équipe d’AdHoc travaillait déjà sur un projet, bien qu'il n'ait pas été divulgué en quoi il consistait ou s'ils travaillaient sur une licence dont la propriété intellectuelle appartenait à des partenaires, ce pour quoi Telltale était connu. Cependant, il était implicite que le projet sur lequel ils travaillaient contenait des quick time events comme dans Black Mirror: Bandersnatch de Netflix. 
Le 15 février 2018, le blog du studio AdHoc a été ouvert. Dans leur premier article de blog, ils révèlent que l'ancienne CFO de Telltale, Kathy McElwee, avait rejoint l'équipe AdHoc, occupant également le poste de CFO.
Lors des Game Awards 2019, il est annoncé qu'AdHoc Studio travaille sur la suite très attendue de The Wolf Among Us,.

## Jeux développés
| Années | Titre               | Plateforme | Plateforme | Plateforme | Plateforme |
| Années | Titre               | Mac        | PS4        | PC         | Xbox ONE   |
| ------ | ------------------- | ---------- | ---------- | ---------- | ---------- |
| 2021   | The Wolf Among Us 2 | N.C        | N.C        | N.C        | N.C        |

## Liens Externes
- Site officiel